# Svatopluk Buchta
Svatopluk Buchta (* 26. Februar 1966 in Brno) ist ein ehemaliger tschechoslowakischer Radrennfahrer und Weltmeister im Radsport.

## Sportliche Laufbahn
Buchta war Bahnradfahrer. 1986 wurde er Weltmeister in der Mannschaftsverfolgung mit Teodor Černý, Aleš Trčka und Pavel Soukup.
Gemeinsam mit Miroslav Junec, Pavel Soukup und Miroslav Kundera gewann er bei den UCI-Bahn-Weltmeisterschaften 1987 die Bronzemedaille in der Mannschaftsverfolgung.
Buchta war Teilnehmer der Olympischen Sommerspiele 1988 in Seoul. Er bestritt mit dem Vierer der Tschechoslowakei die Mannschaftsverfolgung. Das Team mit Svatopluk Buchta, Zbyněk Fiala, Pavel Soukup, Aleš Trčka und Pavel Tesař belegte den 5. Platz. Bei den Spielen 1992 in Barcelona startete er erneut im Bahnradsport. In der Mannschaftsverfolgung kamen Svatopluk Buchta, Rudolf Juřícký, Jan Panáček und Pavel Tesař auf den 8. Rang.
1987 bis 1990 holte er die nationalen Titel in der Mannschaftsverfolgung.